# 아사이 료 (소설가)
아사이 료(일본어: 朝井リョウ, 1989년 5월 31일 ~ )는 일본의 소설가이다.
2009년 《키리시마가 동아리활동 그만둔대》로 제22회 소설 스바루 신인상을 수상하였으며, 2012년에는 이 작품이 영화화되었다. 2012년 《다시 한 번 태어나다》로 제147회 나오키상 후보에 올랐다. 2013년 《누구》로 제148회 나오키상을 수상하였으며, 나오키상을 수상한 남자 중 최연소가 되었다.